# 바트 프레인들릭
바트 프로인들릭(영어: Bart Freundlich, 1970년 1월 17일 ~ )은 미국의 영화 감독이다.
1970년 뉴욕 맨해튼에서 태어났다. 어머니는 마케팅 사업가 데비 프로인들릭, 아버지는 유대인 출판업자 래리 프로인들릭이다. 티시 예술대학을 졸업했고, 선댄스 영화제에서 초연한 장편 데뷔작 《사랑의 이름으로》로 높은 평가를 받았다. 출연 배우 줄리앤 무어와 2003년 결혼하였다.

## 연출 작품 목록
| 연도 | 제목                  | 원제                     | 비고                               |
| ---- | --------------------- | ------------------------ | ---------------------------------- |
| 1993 | 알래스카의 경주       | A Dog Race in Alaska     | 단편 영화                          |
| 1994 | 고용자들              | Hired Hands              | 단편 영화                          |
| 1997 | 사랑의 이름으로       | The Myth of Fingerprints |                                    |
| 2001 | 세계 여행자           | World Traveler           |                                    |
| 2004 | 캐치 댓 키드          | Catch That Kid           |                                    |
| 2005 | 트러스트 더 맨        | Trust the Man            |                                    |
| 2009 | 사랑은 언제나 진행 중 | The Rebound              |                                    |
| 2016 | 늑대들                | Wolves                   |                                    |
| 2019 | 애프터 웨딩 인 뉴욕   | After the Wedding        | 《애프터 웨딩》(2006)의 리메이크작 |